# Hornemansgade
Hornemansgade er en gade Strandvejskvarteret (også kaldet komponistkvarteret) på Østerbro i København. Den knap 250 meter lange gade går først et kort stykke fra Østerbrogade, før den drejer 90 grader ved Kong Oscars Gade og krydser efterfølgende Kildevældsgade for senere at ende i et skævt kryds med Edvard Griegs Gade og Sibeliusgade.

## Gadens historie
Gaden fik sit navn omkring 1897 efter komponisten Emil Horneman (1809-1870). Hans mest kendte melodi er Højt fra træets grønne top fra 1848.
I nr. 1 lå der en politistation omkring 1910.
I nr. 2 boede der i 1911 en progressiv familie, Agerbeck, der omfattede en jordemoder, skomager og typograf.
I midten af 1950'erne havde Poul Rasmussen ”Pibereparation” i 1A, og nr. 31 boede massøsen Jenny Ryslet. I nr. 8 holdt Syvende Dags Adventisternes Danske Konferens til.
Det var stadig tydeligt i midten af 1950’erne at se at der ikke er langt til havet fra denne gade, da der bl.a. boede en rigger og en patruljebådsfører.

## Nævneværdige bygninger i gaden
Nr. 38-42 er en del af en karré fra 1940 der også omfatter Edvard Griegs Gade og Borgervænget. Det er et modernistisk murstensbyggeri med store vinduer og glasdøre. Det er relieffer over dørene. I nederste venstre hjørne står husnumret der omfattes af koncentriske cirkler.
Nr. 36 er på en stor matrikel, der også strækker ud til Østerbrogade 163, og som ud til Hornemannsgade er fra 1965. Konsulatet for Sierra Leone findes her, ligeledes Motorship Agencies A/S og en række andre firmaer. Meget specielle adgangsforhold: Inde i porten er der en terrazzotrappe op til selve opgangen, der pudsigt nok også har en elevator.
Nr. 28-30 er fra 1905 og gængs etagebyggeri i røde mursten med store festlige tal over dørene.
Nr. 1 og 1A er fra 1907 og i jugendstil. Nr. 1 er hvidmalet og rummer klubværelser. Nr. 1A er i en lys ærtegrøn og med mørkegrønne vinduer.
De ulige numre er næsten alle en del af Strandvejskvarteret.